# Limnothalassa Antinioti (Kerkyra)
Limnothalassa Antinioti (Kerkyra) este o arie protejată (arie specială de conservare — SAC, sit de importanță comunitară — SCI, arie de protecție specială avifaunistică — SPA) din Grecia întinsă pe o suprafață de 186,58 ha, integral pe uscat.

## Localizare
Centrul sitului Limnothalassa Antinioti (Kerkyra) este situat la coordonatele 39°48′55″N 19°51′02″E / 39.815264°N 19.850611°E.

## Înființare
Situl Limnothalassa Antinioti (Kerkyra) a fost declarat sit de importanță comunitară în august 1996 pentru a proteja 39 de specii de animale. Alte tipuri de protecție:
- arie de protecție specială avifaunistică (în octombrie 2001)[3]
- arie specială de conservare (în martie 2011)[2][4][5]

## Biodiversitate
Situată în ecoregiunea mediteraneană, aria protejată conține 8 habitate naturale: Lagune de coastă, Vegetație anuală la limita mareei, Faleze cu vegetație de Limonium spp. endemic de pe coastele mediteraneene, Pășuni mediteraneene udate de apa mării (Juncetalia maritimi), Tufărișuri halofile mediteraneene și termo-atlantice (Sarcocornetea fruticosi), Dune mobile cu vegetație embrionară, Galerii și tufărișuri riverane sudice (Nerio-Tamaricetea și Securinegion tinctoriae), Păduri de Olea și Ceratonia.
La baza desemnării sitului se află mai multe specii protejate:
- păsări (32): fluierar de munte (Actitis hypoleucos), rață mare (Anas platyrhynchos), lăstunul mare (Apus apus), stârc cenușiu (Ardea cinerea), șorecarul comun (Buteo buteo), fugaci de țărm (Calidris alpina), fugaci roșcat (Calidris ferruginea), fugaci mic (Calidris minuta), bătăuș (Calidris pugnax), fugaci pitic (Calidris temminckii), lăstun de casă (Delichon urbicum), egretă mică (Egretta garzetta), vânturel de seară (Falco vespertinus), lișiță (Fulica atra), piciorong (Himantopus himantopus), rândunică (Hirundo rustica), stârc pitic (Ixobrychus minutus), sfrâncioc roșiatic (Lanius collurio), sfrânciocul cu frunte neagră (Lanius minor), cormoran mic (Microcarbo pygmaeus), codobatura galbenă (Motacilla flava), culic cu cioc subțire (Numenius tenuirostris), Phalacrocorax carbo sinensis, ploier argintiu (Pluvialis squatarola), corcodel mare (Podiceps cristatus), corcodel-cu-gât-negru (Podiceps nigricollis), lăstun de mal (Riparia riparia), turturică (Streptopelia turtur), Tachymarptis melba, fluierar de mlaștină (Tringa glareola), fluierar cu picioare verzi (Tringa nebularia), fluierar de lac (Tringa stagnatilis)
- mamifere (1): vidră de râu (Lutra lutra)
- nevertebrate (1): Euplagia quadripunctaria
- reptile (5): Chelonia mydas, șarpele cu patru dungi (Elaphe quatuorlineata), țestoasa de baltă (Emys orbicularis), Mauremys rivulata, țestoasă bănățeană (Testudo hermanni)

Pe lângă speciile protejate, pe teritoriul sitului au mai fost identificate 1 specie de plante, 1 specie de amfibieni, 4 specii de mamifere, 1 specie de pești, 6 specii de reptile.